# Io che non vivo (senza te)
Io che non vivo (senza te) (svenska: "Jag kan inte leva (utan dig)") är en sång skriven av Vito Pallavicini (text) och Pino Donaggio (musik) och framförd på San Remo-festivalen 1965 av Vito Pallavicini och Jody Miller. Bidraget slutade sjua i tävlingen, men toppade de italienska listorna i mars samma år.
Vicki Wickham och Simon Napier-Bell försåg sången med text på engelska. Då hette den "You Don't Have to Say You Love Me", och spelades in av bland andra Dusty Springfield (1966), Elvis Presley (1970), Guys 'n' Dolls (1976) och Denise Welch (1995). Det finns texter på många andra språk, bland annat den svenska "Vackra sagor är så korta" av Stikkan Anderson, som sjungits in av Marianne Kock, utgiven på singel i november 1966 och dansbandet Jan Ölers och på franska som "Moi, qui ne deux vivre" av Richard Anthony

### Fotnoter
1. ↑  ”Vackra sagor är så korta / Marianne”. Svensk mediedatabas. 1 november 1966. http://smdb.kb.se/catalog/id/001445146. Läst 7 november 2015.